# Masacrul de la liceul Columbine
Masacrul de la liceul Columbine a avut loc într-o zi de marți, pe 20 aprilie 1999, în liceul Columbine, într-o regiune din comitatul Jefferson, Colorado, Statele Unite, lângă Denver și Littleton. În acest eveniment au fost implicați doi elevi, Eric Harris și Dylan Klebold, care prin acțiunile complexe pe care le-au plănuit - folosirea a 99 de dispozitive explozive, utilizarea unor bombe cu scopul de a distrage atenția pompierilor - au dezlănțuit un haos în care și-au pierdut viața 12 elevi și un profesor. În același timp, alți 21 de elevi au fost răniți, iar alți trei au fost răniți în timp ce încercau să scape din liceu. După ce și-au încheiat planul, cei doi s-au sinucis.
Deși temeiurile acestui act rămân incerte, conform celor menționate în jurnalele atacatorilor, cei doi și-au dorit ca faptele lor să echivaleze atacul din orașul Oklahoma din anul 1995. Evenimentul a devenit punctul culminant al dezbaterii legate de problema armelor, problema disponibilității armelor de foc și implicarea tinerilor în atacuri armate. Multe discuții s-au centrat pe natura socializării în școli, pe problema batjocurii și a subculturilor, pe lângă influența jocurilor video și a filmelor violente asupra societății americane. Perioada postcolumbine a fost caracterizată de o înăsprire a securității în școli și un stigmat față de subculturile goth, de așa-zisa „cultură” a armelor, de folosirea medicamentelor antidepresive de către adolescenți, de Internet și față de jocurile video.

## Victimele

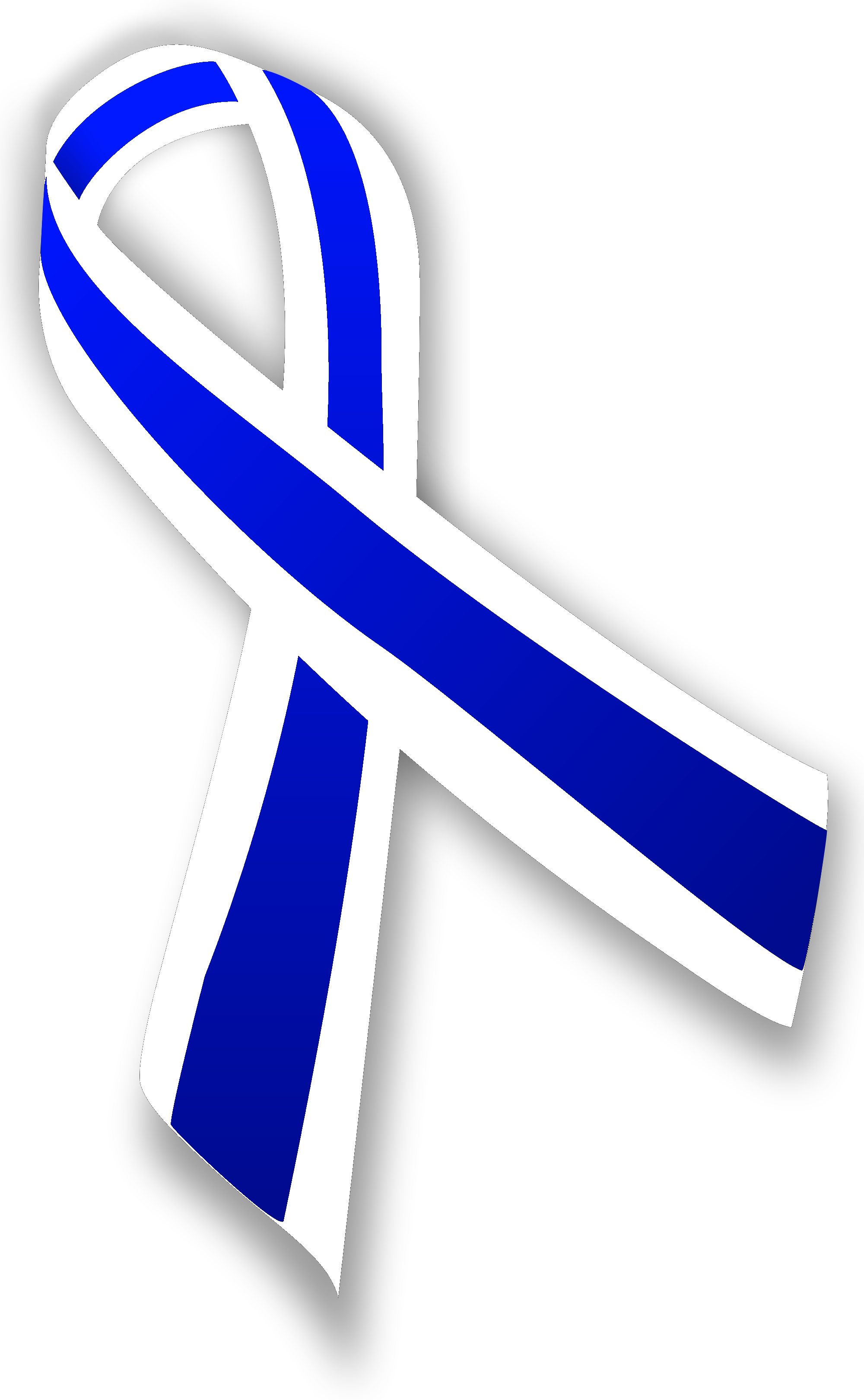
Panglică memorială

- Rachel Joy Scott (5 august 1981 - 17 ani)

Pe 20 aprilie, Rachel s-a întâlnit cu prietenul ei, Richard Castaldo, la intrarea din vest al liceului, la prânz. Dar, în acel moment, câțiva metri de poziția lor, atacatorii au decis să înceapă masacrul și au deschis focul în direcția lor. Ea a murit fiind împușcată în cap, în piept, în brațe și în picioare. A murit instantaneu, devenind prima victimă care a murit în timpul masacrului. 
- Daniel "Dan" Lee Rohrbough (2 martie 1984 - 15 ani)

Pe 20 aprilie, Daniel a plecat tocmai la cantină și urca pe scări la intrarea din vest al liceului, împreună cu prietenii lui, Lance Kirklin și Sean Graves, când atacatorii au deschis focul. Înainte de a putea reacționa, Daniel a fost împușcat în abdomen, în piept și în piciorul stâng de Dylan Klebold. Lance Kirklin a încercat să-l țină, dar a fost împușcat. El a murit la poalele scărilor unde a rămas pentru următoarele 25 de ore înainte ca paramedicii să aibă voie să-l mute. Familia lui nu a fost informată de poliție și au descoperit că fiul lor a murit în dimineața după masacru, când a fost confirmat în toată mass-media că corpul aflat în afara liceului a fost Daniel. Moartea se datorează exsanguinării cauzate de leziunile care implică pieptul și a murit în 5 minute.

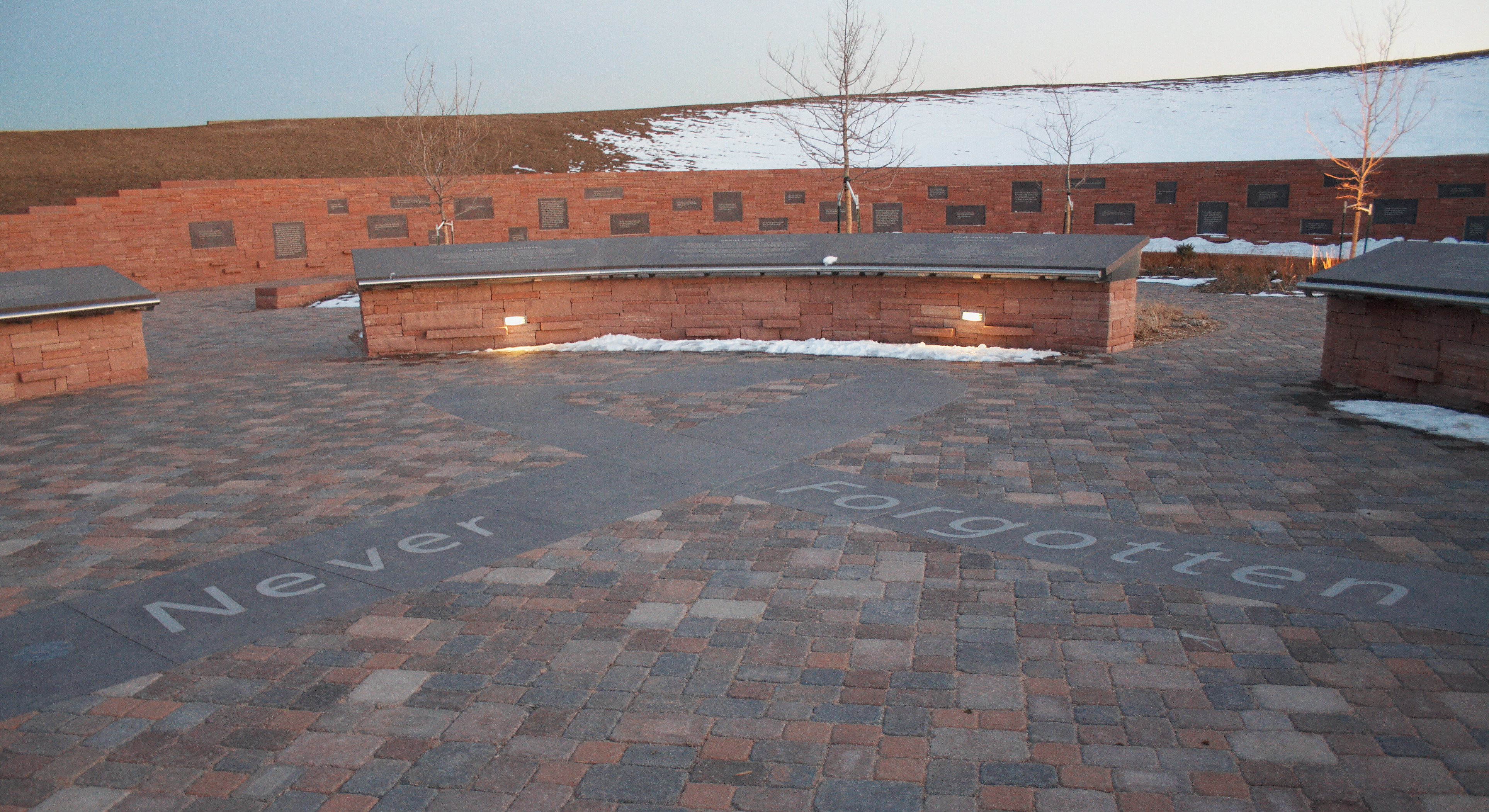
Columbine Memorial situat în Clement Park în apropierea liceului Columbine.

- William "Dave" David Sanders (22 octombrie 1951 - 47 de ani)

Pe 20 aprilie, Dave a intrat în institut când a început masacrul și a mers în cantină pentru a vedea ce se întâmplă. Camerele de supraveghere a cantinei l-au înregistrat în viață pentru ultima dată când a urcat scările la 11:24. A alergat pe coridorul care a condus la bibliotecă asigurându-se că elevii au rămas ascunși în sălile de clasă, dar, atunci când trecea prin fața intrării în bibliotecă, Eric Harris și Dylan Klebold apăreau la capătul nordic al holului unde se îndrepta Dave. S-a întors și a încercat să se întoarcă așa cum a venit, dar Eric Harris l-a împușcat. Dave a fost împușcat în piept, în cap și în gât, după care a căzut la pământ. Cu toate acestea, el a reușit să se târască la intrarea într-una din sălile de clasă de știință unde ar continua să sângereze pentru presupusul ajutor medical pe care operatorul 911 ia spus că se află pe drum, în timp ce primea primul ajutor de la studenții care erau acolo. Profesorul Doug Johnson a plasat un semnal de alarmă la fereastră, în care a scris: "1 bleeding to death" ("1 sângerare până la moarte"), dar semnalul a fost ignorat, chiar dacă a fost văzut din exterior și chiar înregistrat de camerele de televiziune din elicopterul planat deasupra liceului. Dave a rămas blocat timp de 3 ore în liceu, iar când au venit paramedicii ca să-l salveze, el nu mai avea puls. Potrivit echipei SWAT, ultimele lui cuvinte au fost: "Spune-i familiei mele că îi iubesc".
- Kyle Albert Velasquez (5 mai 1982 - 16 ani)

Kyle a fost student la Columbine timp de trei luni, când a avut loc masacrul. El se afla în bibliotecă așezat într-una din mesele informatice când au sosit atacatorii. Poate prea confuz și înspăimântat de haos și zgomot, nu s-a putut ascunde și a rămas acolo. Dylan Klebold l-a împușcat de mai multe ori în cap, în umărul stâng și de trei ori în spate. A murit instantaneu, făcându-l pe Kyle prima persoană să moară în bibliotecă.
- John Robert Tomlin (1 septembrie 1982 - 16 ani)

John a luat întotdeauna prânzul în bibliotecă, studiind. Nicole Nowlen se ascundea sub masa următoare, foarte speriată, pentru că poziția ei era foarte vizibilă de la intrarea în bibliotecă, așa că John a lăsat-o să se ascundă cu el. Când a început masacrul, frica lui Nicole Nowlen a crescut și John ia luat mâinile pentru a încerca să o liniștească. În cele din urmă, atacatorii au ajuns la masa în care se ascundeau. Fără a se apleca să vadă cine se ascundea acolo, Eric Harris a deschis focul asupra lui John și Nicole Nowlen, rănindu-i pe amândoi. Apoi Dylan Klebold a mers în jurul mesei și l-a împușcat pe John în cap, ucigându-l aproape instantaneu. Moartea lui a fost cauzată de împușcături multiple, dar a fost ucis fatal de Dylan Klebold. 
- Daniel Conner Mauser (25 iunie 1983 - 15 ani)

Daniel a fost în bibliotecă când a început masacrul. La fel ca ceilalți studenți, el s-a ascuns sub masă punând scaune în jurul lui pentru a se ascunde mai bine. Potrivit unor martori, când Eric Harris a venit la el, ia spus "frumoși ochelari" înainte de a-l împușca în față. A murit în 3 minute.
- Cassie René Bernall (6 noiembrie 1981 - 17 ani)

În ziua masacrului, Cassie s-a ascuns sub una dintre mesele de lângă calculatoarele din bibliotecă cu Emily Wyant. După ce l-a împușcat și ucis pe Steven Curnow și a rănit-o pe Kacey Ruegsegger, Eric Harris a venit la masa sa. A bătut de 2 ori deasupra mesei și a spus "Peek-a-boo" și s-a aplecat să se uite la cele două fete, îndreptând pușca spre Cassie împușcând-o de două ori, o dată în mână și o dată în tâmpla dreaptă, ucigând-o instantaneu.
- Matthew "Matt" Joseph Kechter (19 februarie 1983 - 16 ani)

Matt studiase în bibliotecă împreună cu prietenul său, Craig Scott (fratele lui Rachel Scott) când a început masacrul. Când Patti Nielson a alergat și a spus tuturor să se ascundă sub mese, ambii băieți s-au ascuns sub masă împreună cu un alt prieten, Isaiah Shoels. Când atacatorii au intrat în bibliotecă au împușcat mai mulți studenți înainte ca Dylan Klebold să-l observe pe Isaiah, chemându-l pe Eric Harris să vină la el. Dylan Klebold a făcut comentarii rasiste despre Isaiah, iar Eric Harris l-a împușcat, după care Dylan Klebold îl împușcă pe Matt în piept. A murit în aproximativ 3 minute.
- Corey Tyler DePooter (3 martie 1982 - 17 ani)

Corey se afla în bibliotecă atunci când a avut loc masacrul. S-a ascuns sub una din mesele din partea de sud a bibliotecii cu prietenii lui, Stephen Austin Eubanks, Jennifer Doyle și Peter Ball. Corey a fost împușcat de Dylan Klebold, ucigându-l aproape instantaneu. El a murit fiind împușcat în gât, în piept, în spate și în brațul stâng.
- Steven "Steve" Robert Curnow (28 august 1984 - 14 ani)

Steven era în bibliotecă atunci când a avut loc masacrul. S-a ascuns sub una din mesele de la calculatoare, adiacente aceluia pe care Kacey Ruegsegger o folosea pentru a se ascunde. A fost împușcat o singură dată în gât de Eric Harris. Steven a murit în aproximativ 7 minute, devenind cea mai tânără victimă a masacrului. Mulți dintre supraviețuitorii bibliotecii și-au adus aminte de faptul că i-au văzut corpul înghesuit sub masă, în timp ce se îndreptau spre ieșirea din nord a bibliotecii pentru a scăpa.

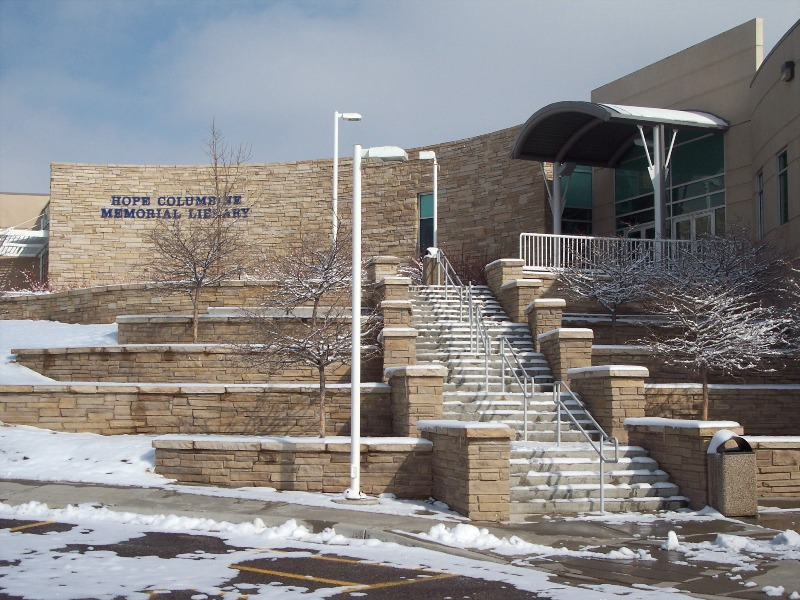
Columbine Memorial Library a fost deschis în 2001.

- Isaiah Eamon Shoels (4 august 1980 - 18 ani)

Isaiah studiase în bibliotecă împreună cu prietenii lui, Matt Kechter și Craig Scott, când a început masacrul. Cei trei s-au ascuns sub aceeași masă și au rămas acolo în momentul în care atacatorii au intrat în bibliotecă. Când Dylan Klebold l-a văzut sub masă, l-a chemat pe Eric Harris. Când ambii erau la marginea mesei, Dylan Klebold a făcut comentarii rasiste despre Isaiah și a încercat să-l scoată de sub masă. Cum nu a reușit, Eric Harris l-a împușcat în piept și în brațul stâng, ucigându-l. După aceea, Dylan Klebold l-a împușcat pe Matt Kechter în piept. Isaiah a murit în 2 minute, datorându-se împușcaturii în piept. În mod surprinzător, Craig Scott nu a fost rănit, deși s-a prefăcut mort acoperit de sângele prietenilor săi.
- Lauren Dawn Townsend (17 ianuarie 1981 - 18 ani)

Lauren a fost în bibliotecă împreună cu prietenele ei, Lisa Kreutz, Valeen Schnurr, Diwata Perez și Jeanna Park, când a început masacrul. S-a ascuns sub una din mese împreună cu prietenele ei. Văzând cât de speriată era Valeen Schnurr, prietena ei, își pusese brațele în jurul ei, spunându-i că totul o să fie bine. La câteva minute după ce atacatorii au intrat în bibliotecă, Dylan Klebold a ajuns la masa în care se ascundeau. Le-a rănit pe Valeen Schnurr și Lisa Kreutz, apoi a tras din nou, împușcând-o pe Lauren de 9 ori, ucigând-o. După câteva minute, Eric Harris ajunse la masa lor, trăgând de mai multe ori în Lauren care era deja moartă. Lauren a murit pe podeaua bibliotecii din cauza rănilor de gloanțe multiple în piept, în urechea dreaptă, în coapsa stângă, în brațul drept, în șoldul stâng și în corpul inferior.
- Kelly Ann Fleming (6 ianuarie 1983 - 16 ani)

În ziua masacrului, Kelly a stat singură în bibliotecă. Când au intrat atacatorii, ea s-a ascuns lângă masa unde au fost Lisa Kreutz, Jeanna Park, Diwata Perez, Valeen Schnurr și Lauren Townsend. Dylan Klebold a tras sub masă, rănindu-le pe Lisa Kreutz și Valeen Schnurr și ucigând-o pe Lauren Townsend. Atacatorii au părăsit masa și s-au dus în sud, unde au rănit-o pe Nicole Nowlen și l-au ucis pe John Tomlin, apoi s-au întors. Eric Harris a venit din spate, împușcând-o pe Kelly în spate cu pușca lui. A murit în decurs de 3-5 minute.

## Atacatorii

### Eric Harris
Eric David Harris (n. 9 aprilie 1981 - d. 20 aprilie 1999) s-a născut în Wichita, Kansas, Statele Unite. Familia Harris s-a mutat des, tatăl său fiind un pilot de transport al Forțelor Aeriene ale Statelor Unite ale Americii. Mama lui era casnică la vremea respectivă. Familia s-a mutat din Plattsburgh, New York, în Littleton, Colorado, în iulie 1993, când tatăl său s-a retras din serviciul militar.
Familia Harris a trăit în spații de cazare închiriate pentru primii trei ani în care locuiau în zona Littleton. În acest timp, Harris a participat la școala gimnanzială Ken Caryl și acolo s-a întâlnit cu Klebold. În anul 1996, familia Harris a cumpărat o casă situată la sud de liceul Columbine. Fratele său mai mare a urmat facultatea de la Universitatea din Colorado Boulder.

### Dylan Klebold
Dylan Bennett Klebold (n. 11 septembrie 1981 - d. 20 aprilie 1999) s-a născut în Lakewood, Colorado, Statele Unite. Părinții lui au fost pacifiști și au participat la o biserică luterană împreună cu copiii lor. Atât Dylan cât și fratele său mai mare au urmat cursuri de confirmare în conformitate cu tradiția luterană. Klebold a fost numit după un poet renumit, dramaturgul Dylan Thomas.
La casa familiei, familia Klebold au ținut, de asemenea, unele ritualuri în conformitate cu patrimoniul evreiesc al bunicului matern al lui Klebold. Klebold a participat la școala primară Normandy din Littleton, Colorado, pentru primele două clase, înainte de a se transfera la școala Governor's Ranch și a devenit parte a programului CHIPS ("Challenging High Intellectual Potential Students"), însă transferarea la școala gimnanzială Ken Caryl a fost foarte dificilă pentru Dylan.
Spre deosebire de șepcile albe pe care hărțuitorii liceului ("jocks") le purtau, Harris și Klebold purtau șepci de baseball negre. După cum era tipic în anii 1990, ei au purtat șapcile întoarse. Harris purta de obicei o șapcă cu trupa germană, KMFDM și, aparent, nu o purta în timpul masacrului. Șapca lui Klebold avea un logo Colorado Avalanche pe față și un logo cu echipa de baseball Boston Red Sox cusut pe spate.

## Scopul și activitățile preliminare
Avertismentele au început să apară încă din 1996, când Eric Harris a creat un website privat pe America Online. Site-ul original a fost făcut să găzduiască nivelele la Doom pe care el și Dylan le-au creat, în special pentru prieteni. Harris avea și un blog pe site, unde erau glume și un mic jurnal despre părinți, școală și prieteni. Până la sfârșitul anului, site-ul conținea instrucțiuni despre cum să faci necazuri, cum să faci explozivi, și activitățile pe care el și Klebold le cauzau. Începând cu anul 1997, postările de pe blog arătau primele semne despre furia lui Harris împotriva societății ce tot creștea. Site-ul acestuia a avut mulți vizitatori și nu a cauzat probleme până în târziul lui 1997 când Dylan Klebold i-a dat adresa lui Brooks Brown, un fost prieten de-al lui Harris. Mama lui Brown a avut numeroase plângeri la șerif cu privire la comportamentul periculos al lui Harris. Website-ul a fost umplut cu viruși de către Brown, deoarece Dylan știa că acesta avea adresa și astfel a încercat să-i cauzeze probleme. Astfel, părinții lui Brooks au anunțat șeriful și pe investigatorul Michael Guerra despre acest site. Guerra a descoperit acolo numeroase postări violente adresate către studenții și profesorii de la liceul Columbine. Data masacrului fiind tot mai aproape, Harris a notat pe site despre bombe de conducte, despre un pistol și lista cu victimele pe care dorește să le ucidă (nu a postat nici un plan despre modul în care intenționa să atace victimele).
Pe 30 ianuarie 1998, Eric Harris și Dylan Klebold au fost prinși cu unelte și echipament furat dintr-o dubă parcată lângă Littleton, Colorado. Ambii au fost arestați și au pledat vinovați pentru furt. Judecătorul i-a condamnat să participe la un program de deturnare pentru minori. Acolo, ambii băieți au participat la cursuri mandatate și au discutat cu ofițerii de deturnare. Una din clasele lor a predat managementul furiei. Harris a început, de asemenea, să urmeze cursuri de terapie cu un psiholog. Deși după un timp se părea că cei doi și-au revenit, nimeni nu bănuia ce plănuiau. Cei doi simțeau că erau într-un război împotriva societății și trebuiau să acționeze. Blogul lui Harris a dispărut iar site-ul și-a reluat scopul original, acela de postare a nivelelor din Doom. În acest timp, Eric și Dylan își scriau planurile într-un jurnal. În aprilie 1998, ca parte a programului de diversiune, Harris a scris o scrisoare de scuze proprietarului camionului. Aproximativ în același timp, el l-a jignit în jurnalul său, afirmând că el credea că are dreptul să fure ceva dacă dorește. În ciuda acestor chestii, Harris a dedicat o secțiune a site-ului spre postarea unei colecții de arme și despre cum să construiești bombe pentru diferite atacuri. Când existența website-ului a fost făcută publică, "AOL" a șters permanent site-ul de pe servere. 
După dezvăluirea despre declarație, o serie de investigații mari ale juriului au început în activitățile de acoperire a oficialilor județului Jefferson. Ancheta a arătat că oficialii județeni de rang înalt s-au întâlnit la câteva zile după masacru pentru a discuta despre eliberarea declarației publicului. S-a hotărât că, din cauza faptului că conținutul declarației nu conținea motivul probabil necesar pentru a fi susținut emiterea unui mandat de percheziție pentru familia Harris de către un judecător, cel mai bine ar fi să nu divulgeți existența afirmațiilor la o conferință de presă viitoare; conversațiile și punctele de discuție reale nu au fost niciodată dezvăluite nimănui, în afară de majoritatea membrilor juriului. În urma conferinței de presă, documentele originale au dispărut. În septembrie 1999, un investigator din județul Jefferson nu a reușit să găsească documentele în timpul unei căutări secrete a sistemului informatic al județului. O a doua încercare la sfârșitul anului 2000 a constat în copii ale documentului în arhivele județului Jefferson. Documentele au fost reconstruite și publicate în septembrie 2001, însă documentele originale lipsesc. Ancheta finală a juriului a fost lansată în septembrie 2004.

### Îngrijirea medicală
După ce Harris s-a plâns de depresie, furie, și încercări de suicid la întâlnirea cu psihiatrul, i-a fost prescris un anti-depresiv numit "Zoloft". S-a plâns doctorului său despre agitație și lipsă de concentrare, iar în aprilie i-a fost prescris alt medicament similar, "Luvox". În momentul morții, Harris avea un nivel mare de "Luvox" în corp. Unii oameni, printre care și psihiatrul Peter Breggin, au spus că cele două medicamente prescrise au contribuit la acțiunile lui Harris. S-a pretins că efectele secundare ale acestor medicamente includ agresiunea, lipsa de remușcări și mânie.

### Jurnal și video
În decembrie 1998, Harris și Klebold au făcut o serie de videoclipuri, numindu-se: "Hitmen for Hire", pentru un proiect școlar în care au înjurat, au strigat la camera de filmat, au făcut declarații violente și au acționat prin împușcarea și uciderea studenților în holul liceului lor. 
De asemenea, cei doi băieți au arătat teme de violență în proiectele lor scrise pentru școală. Ambii dețineau jurnale ale progreselor lor de după arestare. Cei doi și-au documentat arsenalul prin casete video care erau ținute secrete. Jurnalele lor au dezvăluit că aceștia au elaborat un plan de bombardare asemenea celui din orașul Oklahoma. Cei doi mai dețineau documentări despre explozibili, muniție și arme pe care le-au dobândit ilegal. În aceste video-uri au dezvăluit cum au elaborat și creat moduri prin care să-și ascundă arsenalul în propriile case. Pe 20 aprilie, la aproximativ 30 de minute înainte de atac, o ultimă înregistrare a celor doi cerându-și scuze prietenilor și familiei și salutându-i.

## Armele

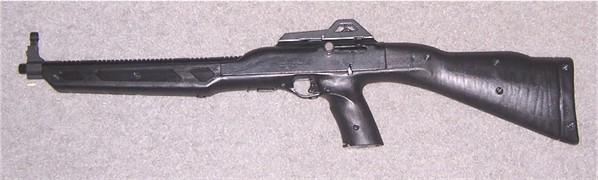
Pușca semiautomată Hi-Point 995 Carabină, una din armele folosite de Harris în timpul masacrului.

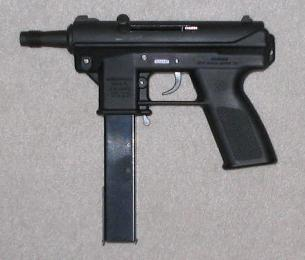
Intratec TEC-DC9, una din armele folosite de Klebold în timpul masacrului.

În lunile în care au precedat atacul, Harris și Klebold au reușit să intre în posesia a două puști de vânătoare și a două arme de 9mm. Folosind instrucțiunile obținute de pe Internet, au construit, de asemenea, 99 de dispozitive explozive improvizate de diferite modele și dimensiuni.
Robyn Anderson, o prietenă apropiată a celor doi băieți, a cumpărat o carabină și două puști de vânătoare de la Tanner Gun Show în decembrie 1998.. Anderson a cumpărat armele de la un vânzător privat, nu de la un distribuitor autorizat. După atac, ea ia spus anchetatorilor că ea crezuse că Harris și Klebold doreau armele pentru trasul la țintă și că nu cunoștea în prealabil planurile lor. Anderson nu a fost acuzată că a furnizat armele lui Harris și Klebold.
Prin intermediul altui prieten, pe nume Philip Duran, cei doi au achiziționat un pistol de la Mark Manes în schimbul unei sume de 500$. Aceștia au fost acuzați de nenumărate ori de încălcarea legii statale și federale, inclusiv cea a "Național Firearms Act" și "The Gun Control Act of 1968". 
După masacru, Manes și Duran au fost urmăriți pentru rolurile lor în furnizarea de arme lui Harris și Klebold. Fiecare a fost vinovat cu furnizarea unui pistol unui minor și posesia unei puști. Manes și Duran au fost condamnați la un total de șase ani și, respectiv, patru ani și jumătate în închisoare.
Pe 20 aprilie, Harris era echipat cu o pușcă de vânătoare Savage-Springfield 12-gauge (armă pe care a folosit-o de 25 de ori pe parcursul masacrului) și cu o carabină Hi-Point de 9mm, cu 30 de încărcătoare, fiecare a câte 10 gloanțe, pe care a folosit-o de 96 de ori. Klebold era echipat cu un TEC-9 de 9mm semi-automat, construit de Intratec, având mai multe încărcătoare, și o pușcă de vânătoare dublă Stevens 311D. A folosit TEC-9 de 55 de ori.

## 20 aprilie 1999 - Masacrul

### Înainte de masacru
Marți dimineață, 20 aprilie 1999, Harris și Klebold au plasat o mică bombă de foc într-un câmp de aproximativ 4 km la sud de liceul Columbine și la 2 km la sud de stația de pompieri. Expus la ora 11:14, bomba a fost concepută ca o deviere pentru a atrage pompierii și personalul de urgență departe de școală (a detonat parțial și a provocat un mic incendiu, care a fost stins rapid de către pompieri).
La ora 11:10, Harris și Klebold au sosit separat la liceul Columbine. Harris și-a parcat mașina în parcarea studenților juniori, lângă intrarea din sud a liceului, iar Klebold a parcat în parcarea studenților învecinată, la intrarea vestică. Cantina liceului, ținta primordială a masacrului, cu ușile laterale pe perete și uși de la sol, se aflau între punctele lor de parcare.
După parcarea automobilelor, fiecare având bombe ascunse, programate să detoneze la ora 12:00, amândoi s-au întâlnit lângă mașina lui Harris și au achiziționat încă două bombe cu propan, înainte de a intra în cantină cu câteva minute înainte de începutul schimbării prânzului "A".  Atacatorii au pus sacii de duffel care conțineau bombe, în cantină, care au explodat la aproximativ 11:17.  În interiorul cantinei, înainte de a se întoarce la vehiculele separate pentru a aștepta explozia și pentru ai vedea pe studenții care fugeau din clădire. Dacă aceste bombe ar fi explodat cu putere, ar fi ucis sau ar fi rănit grav 488 de studenți în cantină și, eventual, ar fi prăbușit tavanul, aruncând o parte din bibliotecă în cantină.
Un adjunct al șerifului din județul Jefferson, Neil Gardner, a fost repartizat la liceu ca ofițer de resurse umane. Gardner a mâncat, de obicei, prânzul cu studenții din cantină, dar pe 20 aprilie el a mâncat masa de prânz în mașina de patrulare din colțul din nord-vest-ul campusului, urmărind studenții din arena fumătorilor din Clement Park. Personalul de securitate de la Columbine nu a observat că bombele au fost plasate în cantină, deoarece un custode a înlocuit caseta video de securitate școlară. Sacii care conțineau bombe au fost mai întâi vizibile pe camera de supraveghere, dar nu au fost identificate ca obiecte suspecte. Nici un martor nu a reamintit vizionarea sacilor de duffel adăugați la cele aproximativ 400 de rucsaci aflate deja în cantină.
Când atacatorii s-au întors fiecare la vehiculele lor, Harris s-a întâlnit cu prietenul lui, Brooks Brown, Harris având niște conflicte recente cu el. Brown, care se afla în parcare fumând o țigară, a fost surprins să-l vadă pe Harris, pe care el îl remarcă mai devreme, absent de la un test de clasă important. Harris părea nemulțumit când Brown i-a amintit acest lucru, comentând: "Nu mai contează". Apoi, Harris a mai adăugat: "Brooks, îmi place acum, pleacă de aici, du-te acasă." Brown, simțindu-se neliniștit, a plecat. Câteva minute mai târziu, studenții care au plecat la Columbine pentru pauza de prânz, au observat că Brown se îndreapta spre strada Pierce South, departe de liceu. Între timp, Harris și Klebold s-au înarmat la vehiculele lor și au așteptat ca bombele  să explodeze.
Când bombele de la cantină nu au reușit să explodeze, Harris și Klebold s-au reunit și au mers spre liceu. Amândoi înarmați s-au urcat în vârful treptelor de intrare dinspre vest, plasându-i pe un nivel cu câmpurile atletice de la vest de clădire și biblioteca din interiorul intrării de vest, chiar deasupra cantinei. Din acest punct de vedere, intrarea de vest a cantinei era situată în partea de jos a scării, lângă parcarea seniorilor.

### 11:19 a.m. - Începutul masacrului
- 1. Rachel Scott, 17 ani. Ucisă de împușcăturile la cap, trunchi și picior,  lângă intrarea de vest a liceului.
- 2. Richard Castaldo, 17 ani. Împușcat în braț, piept, spate și abdomen, lângă intrarea de vest a liceului.
- 3. Daniel Rohrbough, 15 ani. Rănit grav de împușcăturile la abdomen și picior, pe scara vestică, a mai fost împușcat în pieptul superior la baza aceleiași scări.
- 4. Sean Graves, 15 ani. Împușcat în spate, picior și abdomen, pe scara vestică.
- 5. Lance Kirklin, 16 ani. Rănit grav de împușcăturile la picior, gât și maxilar, pe scara vestică.
- 6. Michael Johnson, 15 ani. Împușcat în față, braț și picior, la scara vestică.
- 7. Mark Taylor, 16 ani. Împușcat în piept, brațe și picior, la scara vestică.
- 8. Anne-Marie Hochhalter, 17 ani. Împușcată în piept, braț, abdomen, spate și piciorul stâng, lângă intrarea în cantină.
- 9. Brian Anderson, 17 ani. Rănit lângă intrarea vestică de sticla spartă a ușii.
- 10. Patti Nielson, 35 de ani. A fost lovită în umăr de șrapnel, lângă intrarea vestică.
- 11. Stephanie Munson, 17 ani. A fost împușcată în gleznă în interiorul coridorului din nord.
- 12. William David Sanders, 47 de ani. A murit de pierderea de sânge după ce a fost împușcat în gât și în spate, în interiorul coridorului din sud.

La ora 11:19, Rachel Scott, în vârstă de 17 ani, a luat prânzul cu prietenul ei Richard Castaldo, în timp ce ședea pe iarba de lângă intrarea de vest a liceului. Castaldo a spus că i-a văzut pe unul dintre băieți aruncând o bombă, care a detonat doar parțial. Gândindu-se că bomba nu era decât o glumă, Castaldo nu a luat-o în serios. În acel moment, un martor l-a auzit pe Eric Harris strigând: "Go! Go!" ("Du-te! Du-te!"). Cei doi atacatori și-au scos armele de sub hainele lor și au început să tragă în Castaldo și în Scott. Scott a fost împușcată de patru ori și a fost ucisă imediat. Castaldo a fost împușcat de 8 ori în piept, braț și abdomen și a fost paralizat de la piept în jos, căzut în inconștiență. Nu se știe cine a tras primul; Harris a împușcat-o și a ucis-o pe Scott, iar Castaldo a raportat că Scott a fost lovită înainte de a fi ucisă.
După primele două împușcături, Harris și-a aruncat haina jos și și-a îndreptat carabina de 9 mm pe scara din vest a liceului spre trei elevi: Daniel Rohrbough, Sean Graves și Lance Kirklin. Cei trei prieteni s-au urcat pe trepți imediat după ce fusese împușcați. Kirklin a raportat mai târziu că i-a văzut pe Klebold și pe Harris în vârful scării înainte ca ei să deschidă focul. Cei trei studenți au fost împușcați și răniți. În interiorul liceului, unii dintre studenți crezuseră că au fost martori la o farsă de către cei doi atacatori. Dar în cantină, Dave Sanders, un profesor de informatică și de afaceri, precum și un antrenor de varsități, și-a dat seama rapid că nu era o glumă, ci un atac armat asupra liceului. 
Harris și Klebold s-au întors și au început să tragă spre vest în direcția a cinci studenți care stăteau pe deal, adiacent treptelor și vizavi de intrarea din vest a liceului. Michael Johnson, în vârstă de 15 ani, a fost împușcat în față, în picior și în braț, dar a fugit și a scăpat; Mark Taylor, în vârstă de 16 ani, a fost împușcat în piept, brațe și picior și a căzut la pământ, unde s-a prefăcut că este mort. Ceilalți trei au scăpat fără să fie răniți. 
Klebold a coborât pe treptele spre cantină. El a venit la Kirklin, care a fost deja rănit și întins pe pământ, strigând încet după ajutor. Klebold ia spus: "Sigur, te voi ajuta", apoi l-a împușcat pe Kirklin în față, rănindu-l critic. Daniel Rohrbough și Sean Graves coborau pe scară, când atenția lui Klebold și Harris a fost deviată de studenții de pe deal; Graves, paralizat sub talie, s-ar fi târât până la ușa de la intrarea vestică a cantinei și prăbușindu-se acolo. Klebold l-a împușcat pe Rohrbough, care a fost deja rănit grav de împușcăturile trase anterior de Harris, în piept și apoi a pășit pe Sean Graves, pentru a intra în cantină. Funcționarii au speculat că Klebold a mers în cantină pentru a verifica bombele cu propan. Harris a coborât treptele la câțiva studenți care stăteau lângă intrarea din cantină, a rănit-o grav și a paralizat-o parțial pe Anne-Marie Hochhalter, în vârstă de 17 ani, în timp ce încerca să fugă. Klebold ieși din cantină și se întoarse la scări pentru a se alătura lui Harris.
Atacatorii au tras în studenții care se aflau aproape de terenul de fotbal, dar nu i-au nimerit pe niciunul. Ei au mers spre intrarea vestică, aruncând bombe de țevi, dintre care foarte puține au detonat. Între timp, în interiorul liceului, profesoara de artă, Patti Nielson, a observat agitația și a mers spre intrarea de vest, cu un student de 17 ani, Brian Anderson. Ea intenționa să meargă afară pentru a le spune celor doi studenți să înceteze, gândindu-se că Klebold și Harris intenționau să înregistreze un film, sau că a fost doar o glumă. Când Anderson a deschis primul set de uși duble, Harris și Klebold au tras în ferestrele ușii, Anderson a fost rănit de sticla care a zburat în timpul tragerii, iar Nielson s-a lovit la umăr cu șrapnel. Nielson se ridică în picioare și a mers înapoi în bibliotecă, alergând către studenții în interiorul bibliotecii și spunându-le să se bage sub mese și să tacă. Nielson a sunat la 911 și s-a ascuns sub contorul administrativ al bibliotecii. Anderson rămase în urmă, prins între ușile exterioare și cele interioare.

### 11:22 a.m. - Răspunsul poliției
La ora 11:22, custodelul l-a chemat pe adjunctul Neil Gardner, ofițerul responsabil de resurse atribuit la Columbine, pe radio-ul școlii, solicitând asistență în parcarea seniorilor. Singurul traseu asfaltat l-a dus la școală spre est și spre sud pe strada Pierce, unde la 11:23 a auzit la postul de radio de poliție că o femeie era jos și se presupunea că a fost lovită de o mașină. În timp ce ieșea din mașina de patrulare în parcarea seniorilor la ora 11:24, a auzit un alt apel la postul de radio școlar: "Neil, există un atacator în școală." Harris, la intrarea din vest, s-a întors imediat și a tras zece focuri cu carabina lui în Gardner, la 60 de metri distanță. Când Harris și-a reîncărcat carabina, Gardner s-a aplecat peste vârful mașinii și a tras patru runde în Harris, cu pistolul său. Harris se întoarse în spatele clădirii, iar Gardner credea momentan că l-a nimerit. Apoi, Harris a reapărut și a tras cel puțin patru runde în Gardner (care a ratat și a nimerit două mașini parcate), înainte de a se retrage în școală. Nimeni nu a fost rănit în timpul schimbului de foc. Gardner nu purta ochelarii de prescripție medicală și nu a fost în măsură să îl nimerească pe Harris.
Astfel, la cinci minute după începerea masacrului, și la două minute după primul apel radio, Gardner a fost ocupat într-o luptă cu unul dintre atacatori. Au fost deja doi morți și zece răniți. Gardner a raportat la postul de radio de la poliție: "Atacator în clădire. Am nevoie de cineva din parcarea din sud cu mine."
Armele i-au distras atenția lui Harris și Klebold după rănirea lui Brian Anderson. Anderson a scăpat din bibliotecă și s-a ascuns într-o sală de clasă deschisă. Înapoi în școală, atacatorii au mers de-a lungul coridorului principal din nord, aruncând bombe cu țevi și împușcând pe oricine care i-au ieșit în cale. Klebold a tras în Stephanie Munson, rănind-o la gleznă, totuși, ea a reușit să iasă din școală. Cei doi au împușcat ferestrele spre intrarea în școală. După ce au mers de mai multe ori prin hol, tragând în studenții care erau acolo, Harris și Klebold au mers spre intrarea din vest îndreptându-se pe coridorul care duce la bibliotecă.
Adjunctul Paul Smoker, un patrolman de motociclete pentru biroul șerifului județului Jefferson, scria un bilet de circulație la nord de școală, când apelul "fată jos" a venit la 11:23, cel mai probabil se referea la Rachel Scott care era moartă deja. Luând cel mai scurt traseu, își conducea motocicleta peste iarbă între câmpurile atletice și se îndrepta spre intrarea vestică. Când l-a văzut pe adjunctul Scott Taborsky, l-a urmat într-o mașină de patrulare, și-a abandonat motocicleta pentru siguranța mașinii. Cei doi deputați au început să salveze doi studenți răniți în apropierea câmpurilor când a izbucnit un alt schimb de foc la 11:26, când Harris s-a întors la ușile duble și a început din nou să tragă în deputatul Gardner, care a întors focul. De pe vârful dealului, adjunctul Smoker a tras trei runde cu pistolul său în Harris, care s-a retras din nou în clădire. Ca și înainte, nimeni nu a fost rănit.
În interiorul școlii, profesorul Dave Sanders a evacuat cu succes studenții din cantină, unde unii dintre ei au urcat pe scară care ducea la etajul al doilea. Scările erau situate la colț de coridorul bibliotecii, în coridorul principal din sud. Până acum, Harris și Klebold se aflau în holul principal. Sanders și un alt student se aflau la capătul holului, încercând să se asigure dacă cât mai mulți studenți sunt bine. Pe măsură ce fugeau, s-au întâlnit cu Harris și Klebold, care se apropiau de colțul holului nordic. Sanders și elevul s-au întors și au fugit în direcția opusă. Harris și Klebold i-au împușcat pe amândoi, iar Harris l-a împușcat pe Sanders de două ori în piept, dar l-a lăsat pe student. Studentul a reușit să intre într-o sală de știință și a avertizat pe toată lumea să se ascundă. Klebold se îndreptă spre Sanders, care era prăbușit pe podea, ca să îl caute pe studentul care a fugit, cum nu l-a mai văzut, s-a întors la Harris pe holul nordic.
Sanders se târâse într-o sală de clasă, iar un profesor l-a ajutat să intre în clasă, unde erau localizați 30 de elevi. A pus un semn pe fereastră: "1 sângerare până la moarte", pentru a alerta poliția și personalul medical. Datorită cunoștințelor sale despre primul ajutor, studentul Aaron Hancey a fost adus în clasă de către un alt profesor, în ciuda faptului că se desfășura o agitație. Cu ajutorul unui coleg pe nume Kevin Starkey și al profesorului Teresa Miller, Hancey a acordat primul ajutor lui Sanders timp de trei ore, încercând să elimine pierderea de sânge folosind cămășile de la studenții care se aflau în sală. Folosind un telefon, Miller și câțiva studenți au menținut contactul cu poliția în afara școlii. Toți elevii din această cameră au fost evacuați în siguranță.

### 11:29-11:36 a.m. - Masacrul din bibliotecă

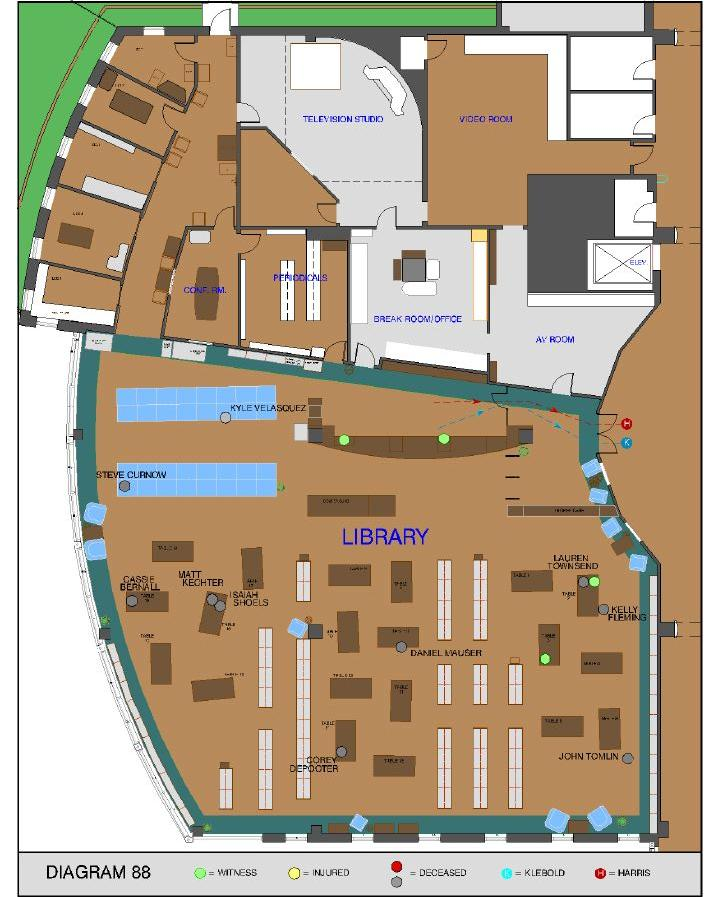
Una dintre diagrame realizate de Unitatea Grafică de Investigație și de Urmărire Penală a FBI după masacrul de la liceul Columbine. Harris (punctul roșu) și Klebold (punctul albastru) sunt afișați părăsind biblioteca școlii; punctele verzi indică martorii evenimentului, iar punctele gri indică elevii care nu au supraviețuit atacului.

Pe măsură ce masacrul s-a desfășurat, Patti Nielson a vorbit la telefon cu serviciile de urgență, povestind că ce se întâmplă în liceu și îndemnând studenții să se ascundă sub mese. Potrivit transcrierilor, apelul său a fost primit de un operator de la 911 la ora 11:25. Timpul dintre răspunsul la apel și cel care atacatorii  au intrat în bibliotecă au fost de patru minute și zece secunde. Înainte de a intra, unul dintre atacatori a aruncat două bombe în cantină, ambele explodând. Apoi au aruncat o altă bombă pe coridorul bibliotecii; a explodat și a deteriorat mai multe dulapuri. La ora 11:29, Harris și Klebold au intrat în bibliotecă, unde s-au ascuns în total 52 de elevi și doi bibliotecari.
Harris a strigat: "Get up!" ("Ridică-te!") atât de tare încât poate fi auzit în înregistrarea apelului 911 a lui Patti Nielson la ora 11:29. Personalul și studenții care se ascundeau în camerele exterioare ale bibliotecii au mai spus că l-au auzit pe Harris spunând:
"Toți "joker-ii" să se ridice! Vom lua băieții cu șepci albe!" (Purtarea unei șepci albe de baseball la Columbine a fost o tradiție printre membrii echipei sportive, de obicei era purtată de "jocks" (hărțuitori/bătăuși)). Cum nimeni nu s-a ridicat, ca răspuns, Harris a spus: "Bine, voi începe oricum să trag!"
El și-a aruncat pușca de două ori pe birou, fără să știe că un student pe nume Evan Todd se ascundea sub el. Todd a fost lovit de așchiile de lemn, dar nu a fost rănit grav.
- 13. Evan Todd, 15 ani. S-a rănit din vina despicării unui birou sub care se ascundea.
- 14. Kyle Velasquez, 16 ani. Ucis din cauza împușcăturii în cap și în spate.
- 15. Patrick Ireland, 17 ani. A fost împușcat în cap și în picioare.
- 16. Daniel Steepleton, 17 ani. Împușcat în coapsă.
- 17. Makai Hall, 18 ani. Împușcat în genunchi.
- 18. Steven Curnow, 14 ani. Ucis de un glonț în gât.
- 19. Kacey Ruegsegger, 17 ani. Împușcată în umăr, mână și gât.
- 20. Cassie Bernall, 17 ani. Ucisă de un glonț în cap.
- 21. Isaiah Shoels, 18 ani. Ucis de un glonț în piept.
- 22. Matthew Kechter, 16 ani. Ucis de un glonț în piept.
- 23. Lisa Kreutz, 18 ani. Împușcată în umăr, mână, brațe și coapsă.
- 24. Valeen Schnurr, 18 ani. Accidentată cu răni în piept, brațe și abdomen.
- 25. Mark Kintgen, 17 ani. Împușcat în cap și în umăr.
- 26. Lauren Townsend, 18 ani. Ucisă din cauza gloanțelor multiple în cap, piept și partea inferioară a corpului.
- 27. Nicole Nowlen, 16 ani. Împușcată în abdomen.
- 28. John Tomlin, 16 ani. Ucis de gloanțe multiple în cap și în gât.
- 29. Kelly Fleming, 16 ani. Ucisă de un glonț în spate.
- 30. Jeanna Park, 18 ani. Împușcată în genunchi, umăr și picior.
- 31. Daniel Mauser, 15 ani. Ucis de un singur glonț în față.
- 32. Jennifer Doyle, 17 ani. Împușcată în mână, picior și umăr.
- 33. Austin Eubanks, 17 ani. Împușcat în mână și în genunchi.
- 34. Corey DePooter, 17 ani. Ucis de împușcăturile în piept și în gât.

Atacatorii s-au îndreptat spre partea opusă a bibliotecii, la două rânduri de calculatoare. Todd s-a ascuns în spatele tejghelei administrative. Kyle Velasquez, în vârstă de 16 ani, stătea la rândul din nord al computerelor; poliția a spus mai târziu că Kyle nu s-a ascuns sub birou când Klebold și Harris au intrat prima oară în bibliotecă, dar s-a ascuns sub o masă îngustă. Klebold l-a împușcat și l-a ucis pe Velasquez, împușcând-ul în cap și în spate. Klebold și Harris și-au scos din sacii de duffel, muniție, la calculatoarele din sud, și au început să își încarce armele. Se îndreptară spre ferestrele din scara exterioară. Observând că poliția a evacuat elevii în afara școlii, Harris a spus: "Să mergem să ucidem niște polițiști!". El și Klebold au început să tragă în ferestre în direcția poliției. Ofițerii au întors focul, iar Harris și Klebold s-au retras din ferestre; nimeni nu a fost rănit.
După ce au tras prin ferestre la evacuarea elevilor și a poliției, Klebold a tras cu pușca la o masă din apropiere, rănind trei studenți: Patrick Ireland, Daniel Steepleton și Makai Hall. Când Klebold a tras în cei trei, Harris și-a apucat pușca și a mers spre rândul inferior al birourilor de calculatoare, trăgând o singură dată sub primul birou fără a privi cine se află acolo. L-a împușcat pe Steven Curnow, în vârstă de 14 ani, în gât, ucigându-l instantaneu. Harris a împușcat apoi biroul adiacent al calculatorului, rănind-o pe Kacey Ruegsegger, în vârstă de 17 ani, cu o lovitură care a trecut complet prin umărul și mâna dreaptă, pășind de asemenea gâtul și separând o arteră majoră. Când a început să gâfâie de durere, Harris i-a spus: "Quit your bitching".
Harris se îndrepta spre masa de la rândul computerului inferior, a bătut deasupra mesei de două ori și s-a aplecat să vadă cine e acolo, spunând: "Peek-a-boo" către Cassie Bernall, în vârstă de 17 ani, înainte de a o împușca în cap, ucigând-o astfel instantaneu. Harris ar fi ținut pușca cu o mână în acel moment și s-a rănit cu arma în față, în recul, spărgându-și nasul. Rapoartele inițiale sugerează că Harris ar fi întrebat-o pe Bernall că dacă crede în Dumnezeu, la care ea a răspuns cu da, înainte de a fi ucisă. Trei studenți care au asistat la moartea lui Bernall, inclusiv Emily Wyant, care se ascunsese sub masă cu ea, au mărturisit că Bernall nu a vorbit cu Harris; Wyant a declarat că Bernall se rugase înainte să fie ucisă.
După ce a împușcat-o mortal pe Bernall, Harris se întoarse la masa următoare, unde Bree Pasquale stătea lângă masă, mai degrabă lângă decât sub ea. Harris a întrebat-o pe Pasquale dacă dorea să moară și ea a răspuns că nu. Martorii au raportat mai târziu că Harris părea dezorientat  posibil din cauza rănii la nas. În timp ce Harris a comunicat cu Pasquale, Klebold a remarcat că Ireland a încercat să îl ajute pe Hall, care a suferit o rană la genunchi. În timp ce Ireland încerca să îl ajute pe Hall, capul lui era deasupra mesei; Klebold l-a împușcat pentru a doua oară în cap și o dată în picioare. Ireland a căzut inconștient, dar a supraviețuit, până la urmă.
Klebold a mers la alte mese, unde se ascundeau Isaiah Shoels, în vârstă de 18 ani, Matthew Kechter, în vârstă de 16 ani, și Craig Scott, tot 16 ani (fratele mai mic al lui Rachel Scott). Toți trei erau atleți populari în liceu. Klebold a încercat să îl scoată pe Shoels de sub masă. El l-a chemat pe Harris, strigând: "Reb! Este un negru aici!"
Harris a lăsat-o pe Pasquale și s-a alăturat lui Klebold. Potrivit martorilor, Klebold și Harris l-au torturat pe Shoels pentru câteva secunde, făcând comentarii rasiste deranjante asupra lui. Harris a îngenuncheat și l-a împușcat pe Shoels o dată în piept, ucigându-l instantaneu. Klebold a îngenuncheat și a deschis focul asupra lui Matthew Kechter, ucingându-l. Apoi Harris a strigat: "Cine e gata să moară în continuare!?" Între timp, Scott era teafăr; deși el s-a prefăcut mort în sângele prietenilor săi. Harris se întoarse și arunca o bombă cu dioxid de carbon la masa unde se aflau Hall, Steepleton și Ireland. A ajuns pe coapsa lui Steepleton, iar Hall a aruncat-o repede. 
Harris se îndrepta spre rafturile cu cărți între secțiunea de vest și cea centrală a meselor din bibliotecă. Klebold a trecut prin zona principală, după primele mese ale bibliotecii, zona biroului central și apoi la mesele din zona de est. Harris a plecat de la rafturile cu cărți, trecând prin zona centrală pentru a se întâlni cu Klebold. Acesta din urmă a împușcat într-o cutie de afișaj situată lângă ușă, apoi s-a întors și a împușcat spre cea mai apropiată masă, rănindu-l pe Mark Kintgen, în vărstă de 17 ani, în cap și în umăr. Apoi, s-a întors la masa din stânga și a început să tragă, rănindu-le pe Lisa Kreutz și pe Valeen Schnurr, cu aceeași lovitură de pușcă. Klebold s-a mutat apoi la aceeași masă și a tras cu TEC-9, omorând-o pe Lauren Townsend, în vâstă de 18 ani. În acel moment, Valeen Schnurr, rănită grav, a început să strige: "O, Doamne! O, Doamne!"Ca răspuns, Klebold a întrebat-o pe Schnurr dacă crede în existența lui Dumnezeu; când Schnurr a răspuns că da, Klebold a întrebat-o: "De ce?" și a mai comentat: "Dumnezeu este gay", înainte de a merge de la masă.
Harris se apropie de o altă masă în care se ascundeau două fete. S-a aplecat să se uite la ele și a spus: "Patetic". Apoi, Harris a plecat la o altă masă unde a tras de două ori, rănindu-i pe Nicole Nowlen și pe John Tomlin, amândoi în vârstă de 16 ani. Când Tomlin a încercat să se îndepărteze de masă, Klebold l-a lovit. Apoi, Harris a încercat să "scape" el de Tomlin înainte ca Klebold să îl împuște în mod repetat, ucigându-l. Harris se întoarse apoi spre cealaltă parte a mesei, unde Lauren Townsend murise. În spatele mesei, o fată de 16 ani, pe nume Kelly Fleming, a stat, ca și Bree Pasquale, lângă masă, mai degrabă langa ea decât sub ea, din cauza lipsei de spațiu. Harris a împușcat-o pe Fleming în spate cu pușca lui, ucigându-o instantaneu. A tras din nou în Townsend (care era deja moartă) și în Kreutz și a rănit-o pe Jeanna Park, în vârstă de 18 ani. O autopsie a dezvăluit mai târziu că Townsend a murit în urma împușcărilor anterioare provocate de Klebold. 
Atacatorii au plecat în centrul bibliotecii, unde și-au reîncărcat armele pe o masă de acolo. Apoi, Harris și-a îndreptat carabina sub masă către un student cu scopul să se îndepărteze. Harris întoarse carabina înapoi către student și-l roagă să se identifice. A fost John Savage, o cunoștință de-al lui Klebold, care a venit în bibliotecă pentru a studia pentru un test la istorie. Savage și-a spus numele (Harris crezând că era doar un "jocks"; Savage nu a fost un "jocks"), în încercarea de a-și salva viața, apoi l-a întrebat pe Klebold că ce face, la care Klebold a ridicat din umeri și a răspuns: "Doar ucid oameni". Savage l-a întrebat că dacă o să-l ucidă. Probabil din cauza unei alarme de incendiu, Klebold a spus: "Ce?". Savage îl întreabă din nou, Klebold spunând că nu și îi zice să fugă. Savage a fugit, scăpând prin intrarea principală a bibliotecii.
După ce Savage a fugit, unul dintre atacatori a declarat: "Asta am așteptat toată viața noastră". Harris se întoarse și își aruncă carabina la masa direct la nord de locul unde fuseseră, lovindu-l pe Daniel Mauser, în vârstă de 15 ani, în ureche și în mână. Mauser a reacționat fie prin împingerea unui scaun către Harris, ca să se poată ascundă mai bine, fie prin prinderea piciorului atacatorului. Harris a tras din nou, împușcându-l pe Mauser în mijlocul feței, ucigându-l.
Ambii atacatori s-au mutat la sud și au tras la întâmplare către o altă masă, rănindu-i critic pe Jennifer Doyle, Austin Eubanks și ucigându-l instantaneu pe Corey DePooter, în vârstă de 17 ani. DePooter a fost mai târziu creditat că a încercat să își calmeze prietenii în timpul atacului. El a fost ultimul care a murit în masacru, la ora 11:35. 
Nu au mai existat victime. Ei au ucis 10 persoane în bibliotecă și au rănit 12. Din cei 56 de ostatici ai bibliotecii, 34 au rămas nevătămați. Anchetatorii au descoperit mai târziu că atacatorii aveau suficientă muniție pentru a-i ucide pe toți. De-a lungul masacrului din bibliotecă, atacatorii păreau să se bucure de ei înșiși, strigând lucruri ca "yahoo".
În acest moment, mai mulți martori au declarat mai târziu că au auzit comentariile atacatorilor că nu mai găseau nicio emoție în uciderea victimelor lor. Klebold spunând la un moment dat: "Poate că ar trebui să începem să înjunghiem oamenii, ar putea fi mai distractiv". Se îndepărtară de la masă și se duse spre biroul principal al bibliotecii. Harris a aruncat un cocktail Molotov spre capătul sud-vest al bibliotecii, dar nu a reușit să explodeze. Apoi, Harris se îndrepta spre partea de est a tejghelei și Klebold se alătură din vest; au convertit aproape de locul în care Todd se mutase după ce a fost rănit.
Klebold a înlăturat un scaun, îndreptând TEC-9 către Todd, comentând: "Uite ce avem aici". Harris păru dezorientat de nasul lui rupt și întrebă: "Ce?", Klebold a răspuns: "Doar un gras". Todd purta o șapcă albă, iar Klebold l-a întrebat că dacă este cumva un jock și când Todd a spus că nu, Klebold a răspuns: "Ei bine, nu ne plac jocks". Atunci Klebold a cerut să-și arate fața, Todd și-a pus șapca asupra feței, astfel încât fața lui să rămână ascunsă. Când Klebold l-a rugat pe Todd să-i dea un motiv pentru care nu ar trebui să-l omoare, Todd a spus: "Nu vreau probleme". Klebold răspunse furios: "Probleme? Nici măcar nu ști ce nenorocire e!". De asemenea, el a remarcat: "Ai obișnuit să-mi spui că sunt un fag (homosexual). Cine e un fag acum?!". Todd a încercat să se corecteze: "Nu asta am vrut să spun, nu am nici o problemă cu voi, niciodată nu am avut". Atunci Klebold i-a spus lui Harris: "Îl voi lasă pe acest gras să trăiască, poți să tragi în el dacă  vrei."
Harris nu i-a acordat prea multă atenție lui Klebold în momentul convirbirii cu Todd și a spus: "Să mergem la commons (cantină)". Klebold s-a întors în spate și a tras o singură dată într-un mic televizor. Înainte de plecare, Klebold a aruncat de pe birou, cu ajutorul unui scaun, un calculator și câteva cărți de pe contorul bibliotecii, chiar deasupra biroului unde Patti Nielson se ascundea.
Cei doi au ieșit din bibliotecă la ora 11:36, terminând atacul cu ostaticii de acolo. Cu precauție, temându-se de întoarcerea atacatorilor, 29 de supraviețuitori nevinovați și 10 studenți răniți au început să evacueze biblioteca prin ușa de la nord, ceea ce a dus la trotuarul adiacent la intrarea vestică. Kacey Ruegsegger a fost evacuată din bibliotecă de către Craig Scott. Dacă nu ar fi fost evacuată în acel moment, Ruegsegger ar fi sângerat până la moarte de la rănile ei. Patrick Ireland, inconștient, și Lisa Kreutz, incapabilă să se miște, au rămas în clădire. Patti Nielson se târâse într-o cameră, unde Klebold aruncase lucrurile de pe birou mai devreme și se ascundea într-un dulap.

### 12:08 p.m. - Sinuciderea
- 1. Rachel Scott, 17 ani.
- 2. Daniel Rohrbough, 15 ani.
- 3. William David Sanders, 47 de ani.
- 4. Kyle Velasquez, 16 ani.
- 5. Steven Curnow, 14 ani.
- 6. Cassie Bernall, 17 ani.
- 7. Isaiah Shoels, 18 ani.
- 8. Matthew Kechter, 16 ani.
- 9. Lauren Townsend, 18 ani.
- 10. John Tomlin, 16 ani.
- 11. Kelly Fleming, 16 ani.
- 12. Daniel Mauser, 15 ani.
- 13. Corey DePooter, 17 ani.
- 14. Eric Harris, 18 ani (făptuitor).
- 15. Dylan Klebold, 17 ani (făptuitor).

După ce au părăsit biblioteca, atacatorii au intrat în zona științifică, unde au aruncat un mic cocktail Molotov într-un dulap gol. A provocat un incendiu, care a fost stins de un profesor care se ascunsese într-o încăpere adiacentă. Atacatorii s-au îndreptat spre hol, unde au tras într-o clasă de științe goală. La ora 11:44, Harris și Klebold au fost surprinși pe camerele de supraveghere din liceu, în timp ce aceștia au intrat din nou în cantină. 
Înregistrarea arată că Harris a îngenuncheat și a tras o singură lovitură spre una din bombele cu propan rămase în cantină, într-o încercare nereușită de a o detona. Când Klebold se apropie de bomba cu propan pentru a o examina, Harris este surprins savurând din paharele cu suc rămase în urmă. Klebold a aprins un cocktail Molotov și l-a aruncat către bomba cu propan.
Au părăsit cantina la 11:46, câteva secunde după ce cocktailul Molotov a explodat. Aproape un minut mai târziu, galonul de combustibil atașat bombei s-a aprins, provocând un incendiu stins de sprinklerele de incendiu. 
După ce au părăsit cantina, s-au întors la coridoarele principale ale liceului din nord și sud, împușcând fără rost. Ei au trecut prin holul de sud în biroul principal înainte de a se întoarce în holul din nord. În mai multe ocazii, amândoi s-au uitat prin ferestrele ușilor claselor, făcând un contact vizual cu studenții ascunși înăuntru, dar nu au încercat niciodată să intre în niciuna dintre camere. Ei au bătut în ușa de la baie, unde niște studenți s-au ascuns, făcând comentarii cum ar fi: "Știm că ești acolo" și "Să ucidem pe oricine găsim aici", dar nu au încercat niciodată să intre.
La ora 11:56, s-au întors în cantină și au intrat pentru scurt timp în bucătăria liceului. Ei s-au întors pe scară și au ajuns în hol la ora 12:00.
Ei au reintrat în bibliotecă, probabil pentru a-și urmări bombele din mașină cum vor detona, acestea fuseseră pregătite să explodeze la prânz, dar care nu au reușit. Biblioteca era goală de studenții supraviețuitori, cu excepția inconștientului Patrick Ireland și a elevei vătămate, Lisa Kreutz. Odată ce au intrat, la ora 12:02, au împușcat în ferestrele din vest, către polițiști. Nimeni nu a fost rănit în schimbul de focuri. 
La 12:08, Harris și Klebold s-au sinucis. Într-un interviu ulterior, Kreutz a reamintit faptul că l-a auzit pe unul din atacatori zicând: "Tu în bibliotecă", în jurul acestui timp. Harris s-a așezat cu spatele la un raft și s-a împușcat cu pușca prin acoperișul gurii. Klebold a îngenunchiat și s-a împușcat în tâmpla stângă cu TEC-9. Un articol realizat de The Rocky Mountain News, Patti Nielson a declarat că i-a auzit pe cei doi atacatori strigând: "Unu! Doi! Trei!" la unison, chiar înainte de o explozie puternică urmată după aceea. Nielson a spus că nu a vorbit niciodată cu niciunul nici unul dintre scriitorii articolului, iar dovezile sugerează altfel. Chiar înainte de a se împușcă pe sine, Klebold a aprins un cocktail Molotov pe o masă din apropiere, unde se așezase Patrick Ireland, a provocat un mic incendiu. 
În 2002, National Enquirer a publicat două fotografii post-mortem ale lui Harris și Klebold, care se aflau pe spate cât și armele în locații aparent curioase. Acest lucru a adus la speculații că Harris l-a împușcat pe Klebold înainte să se sinucidă.
Fotografiile au fost făcute după ce SWAT a verificat corpurile de bombe și alte capcane, iar plasarea șepcii de baseball și murdară de sânge, sugerează că Klebold a căzut mai întâi pe picioarele lui Harris, înainte să îl întoarcă pe spate.
Un total de 188 runde de muniție au fost folosite de atacatori în timpul masacrului. Harris a împușcat aproape de două ori mai mult decât Klebold.
Harris a tras cu carabina lui în total de 96 de ori și cu pușca de 25 de ori. Klebold a tras cu pistolul TEC-9 de 55 de ori și 12 runde cu pușca lui dublă. Ofițerii de aplicare a legii au tras 141 de runde în timpul schimburilor de focuri cu atacatorii.

### Criza se termină
Până la prânz, echipele SWAT au fost amplasate în afara școlii, iar ambulanțele au început să preia spitalele din localitate. Între timp, familiile studenților și personalul au fost rugați să se adune la școala Elementară Leawood din apropiere pentru a aștepta informații.
Un apel la muniție suplimentară pentru ofițerii de poliție în caz de împușcături a venit la ora 12:20. Ucigașii au încetat să tragă doar câteva minute mai devreme. Autoritățile au raportat bombe de țevi până la ora 13:00, iar două echipe SWAT au intrat în școală la ora 13:09, trecând de la clasă la clasă, descoperind studenți ascunși și îngrijorați. Toți elevii, profesorii și angajații școlii au fost îndepărtați, interogați și au oferit îngrijiri medicale în zonele de exploatație, înainte de a fi în autobuz pentru a se întâlni cu membrii familiilor lor la școala Elementară Leawood. La ora 15:00, Dave Sanders a murit din cauza rănilor sale înainte ca ofițerii SWAT să-l poată lua pentru a primi îngrijiri medicale. El a fost singurul profesor care a murit în masacru. Funcționarii au găsit cadavrele din bibliotecă la ora 15:00.
Până la ora 16:00, șeriful a realizat o estimare inițială de 25 de studenți și cadre didactice moarte. Estimarea a fost de zece ori față de numărul real, dar aproape de numărul total al studenților răniți. El a spus că ofițerii de poliție au căutat corpurile lui Harris și Klebold. La ora 16:30, scoala a fost declarată în siguranță. La ora 17:00, au fost chemați ofițeri suplimentari, deoarece mai multe explozive au fost găsite în parcare și pe acoperiș. Până la ora 18:15, oficialii au găsit o bombă în mașina lui Klebold în parcare. Șeriful a decis să marcheze întreaga școală ca o scenă a crimei. Treisprezece dintre cei morți, inclusiv cei care au fost împușcați, erau încă în interiorul școlii. La ora 22:40, un membru al grupului de bombe, care încerca să dispună de o bombă fără detonație, a aprins accidental un meci izbit atașat de bombă, aruncându-l pe peretele remorcii. Bomba a detonat în interiorul remorcii, dar nimeni nu a fost rănit. Numărul total de decese a fost de 12 elevi și un profesor; 20 de studenți și un profesor au fost răniți ca rezultat al împușcăturilor. Alte trei victime au fost rănite indirect, deoarece au încercat să scape din școală. Harris și Klebold se presupune că s-au sinucis la aproximativ 49 de minute după ce au început masacrul. 
Un total de 188 runde de muniție au fost folosite de atacatori în timpul masacrului (67 de Klebold și 121 de Harris). În plus, ofițerii de poliție au folosit un total de 141 de runde în timpul schimburilor de focuri cu atacatorii.

### Imediat după
Pe 21 aprilie, specialiștii în bombe au sosit în liceu. La ora 10:00, au declarat că clădirea este sigură pentru ca oficialii să intre. Până la ora 11:30, un purtător de cuvânt al șerifului a declarat ancheta în curs. Cele treisprezece cadavre erau încă în interiorul liceului, în timp ce anchetatorii fotografiau clădirea. 
La ora 14:30, a avut loc o conferință de presă a procurorului județean din Jefferson, David Thomas și a lui șeriful John Stone, la care au spus că suspectau că alții au ajutat la planificarea masacrului. Identificarea oficială a morților nu a avut loc încă, dar familiile copiilor care se presupune că au fost uciși au fost anunțate. De-a lungul după-amiezii târzii și seara devreme, cadavrele au fost treptat scoase din școală și au fost duși la biroul jurnalistului din județul Jefferson pentru a fi identificați și autopsiați. Până la ora 17:00, numele multora dintre morți erau cunoscute. O declarație oficială a fost eliberată, spunând că au existat 15 decese confirmate și 27 de răniti.
Pe 30 aprilie, oficialii de rang înalt ai județului Jefferson și ofițerii din județul Jefferson s-au întâlnit pentru a decide dacă ar trebui să dezvăluie că Michael Guerra, un detectiv de birou al șerifului, a redactat o declarație de avere pentru un mandat de percheziție a rezidenței lui Harris cu mai mult de un an înainte de împușcături, bazate pe ancheta sa anterioară despre site-ul și activitățile lui Harris. Ei au decis să nu dezvăluie aceste informații la o conferință de presă ținută pe 30 aprilie, nici nu au menționat-o în niciun alt mod. În următorii doi ani, proiectele inițiale ale lui Guerra și documentele de investigație au fost pierdute. Pierderea lor a fost numită "deranjantă" de un juriu convocat după ce dosarul a fost raportat în aprilie 2001.
În lunile care au urmat, atenția mass-mediei a fost concentrată asupra lui Cassie Bernall, care a fost ucisă de Harris în bibliotecă și despre care Harris a fost raportat că ar fi întrebat-o: "Crezi în Dumnezeu?" imediat după ce a ucis-o. Bernall a fost raportat că a răspuns "Da" la această întrebare înainte să fie ucisă. Emily Wyant, cel mai apropiat martor în timpul morții lui Bernall, a negat că Bernall și Harris au avut o astfel de discuție.
Supraviețuitoarea Valeen Schnurr susține că ea a fost cea care a fost pusă la îndoială cu privire la credința ei în Dumnezeu de către Harris. Joshua Lapp credea că Bernall fusese întrebată despre credința ei, dar nu a reușit să indice în mod corect locul unde se afla Bernall și era mai aproape de Schnurr în timpul împușcăturilor. Un alt martor, Craig Scott, a cărui soră, Rachel Scott, a fost, de asemenea, portretizată ca martir creștin, a susținut că discuția era cu Bernall. Când a fost rugat să indice de unde provine conversația, el a arătat unde a fost împușcată Schnurr.
Cu toate acestea, Cassie Bernall și Rachel Scott au ajuns să fie considerate martiri creștini de către creștinii evanghelici.

## Argumentare
Concluzia FBI-ului a fost că Harris era un psihopat, iar Klebold era un depresiv.  Dr. Dwayne Fuselier, supraveghetorul responsabil de ancheta Columbine, a observat ulterior: "Cred că Eric a mers la școală să omoare și nu-i păsa dacă a murit, în timp ce Dylan a vrut să moară și nu-i păsa dacă alții au murit."
Conform acestei teorii, Harris a fost "creierul", având un complex de superioritate la nivel mesianic și sperând să-și demonstreze superioritatea față de lume. Klebold și-a scris în mod repetat dorințele de a se sinucide în jurnalul său și a participat în primul rând la masacru ca pe un mijloc de a-și sfârși pur și simplu viața. Remarca finală a lui Klebold în caseta pe care a făcut-o împreună cu Harris cu puțin timp înainte de atacul lor la liceul Columbine a fost o declarație făcută în timp ce se uită la camera: "Știu doar că o să merg într-un loc mai bun. Nu mi-a plăcut viața prea mult."
Jurnalul lui Harris arată pregătirea metodică pentru masacru pe o perioadă lungă de timp, incluzând mai multe detonări experimentale ale bombelor. În schimb, tema cea mai răspândită în jurnalul lui Klebold este disperarea sa privată de lipsa de succes a femeilor, despre care se refera ca o "tristețe infinită". Harris a tras aproape de două ori mai mult decât Klebold pe tot parcursul masacrului; el a tras cu pușca de 9mm carabină, în total de 96 de ori, și și-a descărcat pușca de 25 de ori. Klebold a tras cu pistolul TEC-9 de 55 de ori, în timp ce el a descărcat un total de 12 runde de la pușca lui cu bară dublă. Înainte de a intra în școală, Harris a tras de 47 de ori, iar Klebold doar de 5 ori.
Cu toate acestea, a fost Klebold și nu Harris, cel care s-a gândit să facă un atac armat asupra liceului unde studiase, iar  Klebold a menționat pentru prima dată planul masacrului în jurnalul său și există dovezi care sugerează că ambii au fost deprimați, precum Harris fiindu-i prescrise antidepresive. Rapoartele de toxicologie au confirmat faptul că Harris a avut Luvox în sângele său în momentul masacrului, iar Klebold nu avea medicamente în sangele său.

### Alți factori au fost explorați

#### Hărțuirea
Legătura dintre agresiune și violența școlară a atras atenție sporită de la atacul din 1999 la liceul Columbine. Ambii atacatori au fost clasificați ca fiind copii supradotați, care se presupune că au fost victime ale hărțuirii timp de patru ani. Potrivit lui Brooks Brown, Klebold și Harris erau cei mai osteniți studenți din întreaga școală, și chiar mulți dintre cei apropiați de ei îi priveau pe cei doi ca "învinșii celor învinși". Klebold este cunoscut că ia remarcat tatălui său ura față de cultura "jock" la Columbine, adăugând că Harris în particular a fost victimizat de acest grup social. În această observație, Klebold a declarat: "Ei dau ca dracu în Eric". Cu altă ocazie, cu doar câteva săptămâni înainte de masacru, atât Harris, cât și Klebold se confruntau cu un grup de tineri la școală - toți membrii echipei de fotbal - care i-au pulverizat cu ketchup și muștar, spunându-le "fagots" și "queers". (ambele cuvinte însemnând "homosexual" sau "gay"). 
La un an de la masacru, o analiză efectuată de oficialii Serviciului Secret al SUA în 37 de ședințe școlare premeditate a constatat că hărțuirea, a jucat rolul major în mai mult de două treimi de atacuri. O teorie similară a fost expusă de Brooks Brown în cartea sa din 2002 despre masacru și despre atacatori numită "No Easy Answers: The Truth Behind Death at Columbine"; el a remarcat că profesorii se uitau la ei în timp ce erau hărțuiți și că ori de câte ori Klebold și Harris erau ținte ai unor astfel de incidente de "jocks" (bătăuși/hărțuitori) de la Columbine, ei ar face declarații precum: "Nu vă faceți griji. Se intamplă asta tot timpul!" dacă cineva și-ar fi exprimat șocul.
Povestiri precoce după împușcături au cerut administratorilor la școală și profesorilor de la Columbine să fie condamnat mult timp un climat de agresiune de către așa-numiți "jocks" sau atleți, permițând o atmosferă de intimidare și resentimente să festeze. Criticii au afirmat că acest lucru ar fi putut contribui la declanșarea violenței extreme a făptașilor. Se spune că remarcile homofobe au fost îndreptate spre Klebold și Harris.

## Documentare, interviuri și prelegeri
- Columbine: The Lost Boys (1999)
- 60 Minutes – Columbine (2001)
- Investigative Reports – Columbine: Understanding Why (2002)
- Covering Columbine (Producție: Meg Moritz, Universitatea Colorado din Boulder), (2003)
- City in Fear: Columbine (2006)
- The Final Report: Columbine Massacre (2007)
- The Columbine Killers (2007)
- 13 Families: Life After Columbine (2009)
- Dateline NBC – Columbine: The Road Home (2014)
- Killing Spree – The Columbine Massacre (2014)
- 20/20: Silence Broken: A Mother’s Reckoning (2016)
- My son was a Columbine shooter. This is my story (2016)
- Active Shooter: America Under Fire – Columbine, Colorado (2017)
- We are Columbine (2018)
- American Tragedy: Love Is Not Enough (2019)

## În cultura populară
- În "comedia neagră" din 1999, Duck! The Carbine High Massacre, care este inspirat de masacrul de la Columbine, ambii atacatori sunt jucați de William Hellfire și Joey Smack, care au co-scris, regizat și produs filmul.[34] Atacatorii sunt numiți în film, Derrick și Derwin.

- Filmul documentar din 2002 al lui Michael Moore, "Bowling for Columbine", se concentrează în mare măsură pe o percepție a obsesiei americane asupra armelor de foc, aderența sa asupra județului Jefferson, Colorado și rolul său în masacru.

- The Elephant din 2003, film de Gus Van Sant, descrie un masacru într-o școală fictivă, deși unele detalii se bazau pe masacrul de la liceul Columbine, cum ar fi o scenă în care unul dintre tinerii ucigași intră în cantina școlii evacuată și se oprește să savureze sucul cuiva, așa cum a făcut el însuși Eric Harris în timpul masacrului.[35] În film, ucigașii sunt numiți Alex și Eric, după actorii care îi portretizează, Alex Frost și Eric Deulen.

- În filmul Zero Day de Ben Coccio din 2003, care a fost inspirat de masacrul de la Columbine, cei doi trăgători sunt interpretați de Andre Keuck și Calvin Robertson și au fost numiți în film, Andre Kriegman și Calvin Gabriel, după numele lor.[36]

- Tot în 2003, filmul Heart of America: Home Room de Uwe Boll, a fost lansat. Principalul scenariu al filmului se concentrează asupra a doi studenți deprimați, Daniel Lynn și Barry Shultz, care intenționează să efectueze un masacru în ultima zi de școală, după ce au fost hărțuiți de bătăușii școlii. Barry, personajul principal, are gânduri secundare și se oprește în ultimul moment, în timp ce Daniel efectuează planul cu o fată, Dara McDermott. Barry este jucat de Michael Belyea, Daniel este jucat de Kett Turton, iar Dara este jucată de Elisabeth Rosen. Filmul se crede că a fost inspirat de mai multe împușcături care sunt enumerate înainte de credite, Columbine fiind printre ei.

- În 2004, împușcăturile au fost dramatizate în documentarul Zero Hour, în care Harris și Klebold au fost interpretați de Ben Johnson și Josh Young.

- În 2007, masacrul a fost documentat într-un episod din serialul documentar The Final Report de pe National Geographic Channel.[37]

- Filmul April Showers din 2009, a fost scris și regizat de Andrew Robinson, care a fost senior la liceul Columbine în timpul masacrului.[38] Singurul trăgător, Ben Harris, este interpretat de Benjamin Chrystak.

- Filmul biografic I'm Not Ashamed din 2016, bazat pe jurnalul lui Rachel Scott (prima victimă a masacrului), include vizionarea vieții lui Eric Harris și a lui Dylan Klebold și interacțiunile dintre ei și alți studenți de la liceul Columbine.